# Gaita mirandesa

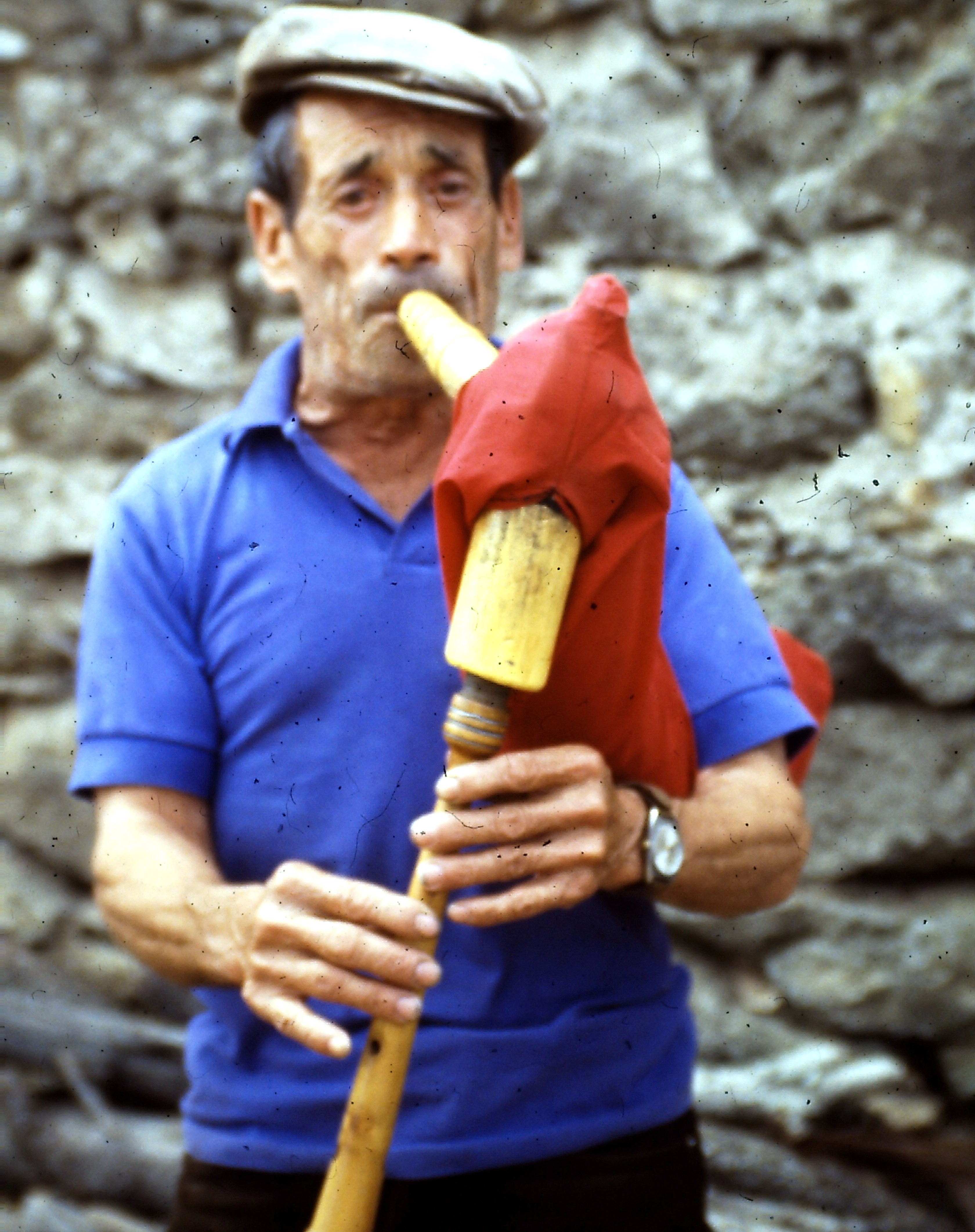
El gaitero Manuel Francisco Aires, más conocido como el Tiu Pascoal.

La gaita mirandesa se encuentra entre los modelos de gaita más arcaicos conocidos, en cuanto a su afinación y modo. Es originaria de la región de la Tierra de Miranda, en la región de Trás-os-Montes, en el noreste de Portugal.
Contrariamente a lo que ocurre con la gaita gallega o la gaita escocesa, por ejemplo, la gaita mirandesa ha sido recuperada recientemente, por lo que su repertorio es casi todo tradicional, con pocas composiciones modernas. Esto se debe, en parte, al ocaso del instrumento, cuya tradición se había mantenido oralmente y ya se estaba perdiendo. Sin embargo, hoy en día hay muchas grabaciones antiguas y colecciones de este instrumento disponibles a través del trabajo de muchos etnomusicólogos.